# Luigi Luzzatti
Luigi Luzzatti (Venecia, 11 de marzo de 1841 - Roma, 29 de marzo de 1927) fue un jurista, economista y político italiano. Fue Presidente del Consejo de Ministros de Italia durante casi un año, del 31 de marzo de 1910 al 29 de marzo de 1911.
Fue el creador de la Banca Popolare di Milano, institución de crédito, siendo su presidente de 1865 a 1870. Desde esa fecha hasta su muerte fue presidente honorífico de la sociedad.
Su carrera política comenzó en 1869, poco después de haber sido elegido diputado en un colegio de Oderzo, al ser nombrado subsecretario de agricultura y comercio por Marco Minghetti. En 1891 fue secretario del Tesoro, en el primer gobierno de Antonio Starrabba, marqués de Rudini. Ocupó este mismo cargo en otros momentos: en 1896 otra vez con Rudini, entre 1903-1905 con Giovanni Giolitti y finalmente, de febrero a mayo de 1906 con Sidney Sonnino.

## Honores
Condecoraciones italianas
- Caballero gran cruz de la Orden de la Corona de Italia ( Reino de Italia).
- Caballero gran cruz de la Orden de los Santos Mauricio y Lázaro ( Reino de Italia).

Condecoraciones extranjeras